# Brezna (Kraljevo)
Pour les articles homonymes, voir Brezna.
Brezna (en serbe cyrillique : Брезна) est un village de Serbie situé sur le territoire de la ville de Kraljevo, district de Raška. Au recensement de 2011, il comptait 72 habitants.

## Démographie
| 1948 | 1953 | 1961 | 1971 | 1981 | 1991 | 2002 | 2011 |
| ---- | ---- | ---- | ---- | ---- | ---- | ---- | ---- |
| 422  | 434  | 422  | 263  | 195  | 143  | 104  | 72   |

|  |